# Котячий язик

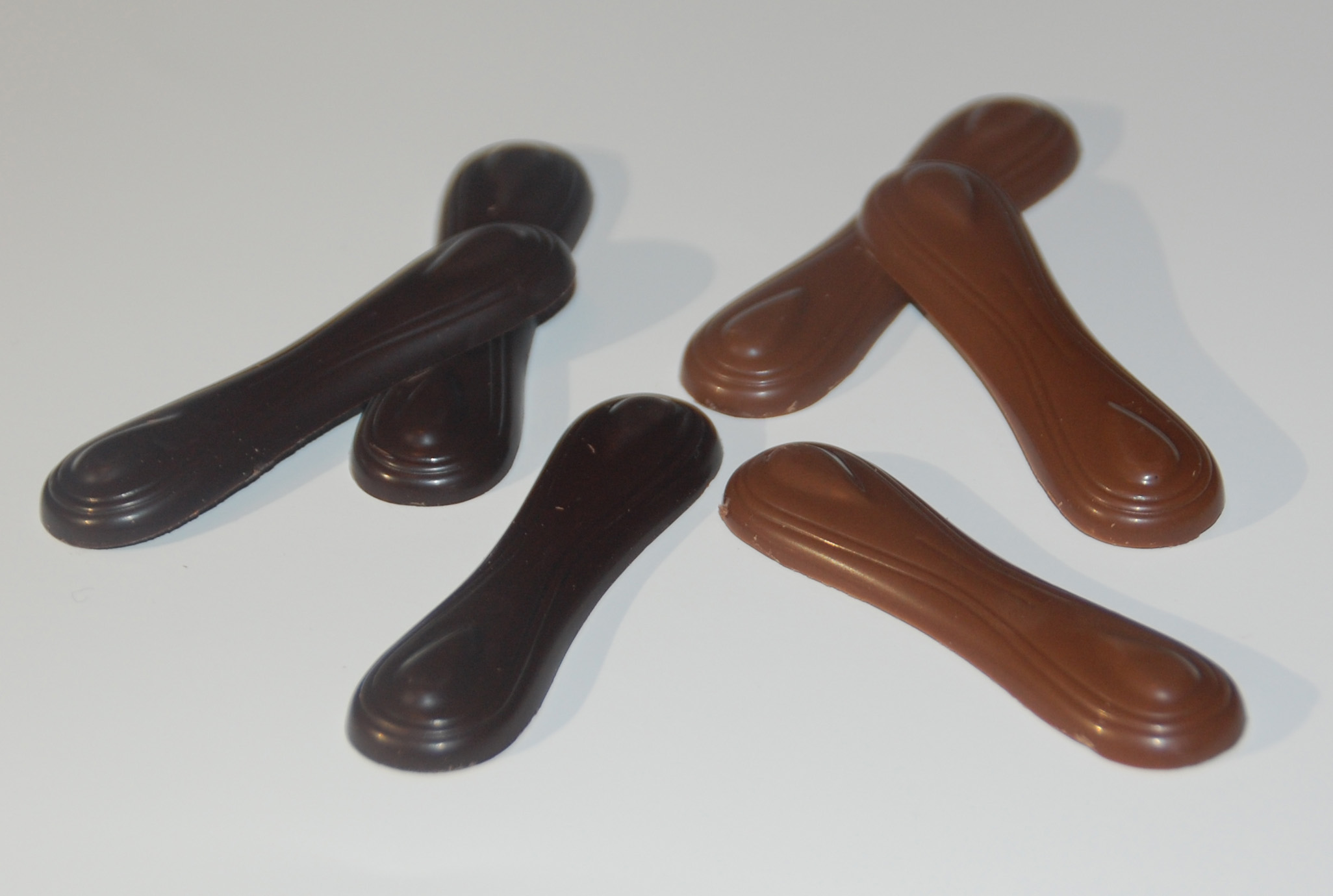
Котячі язики зроблені з шоколаду

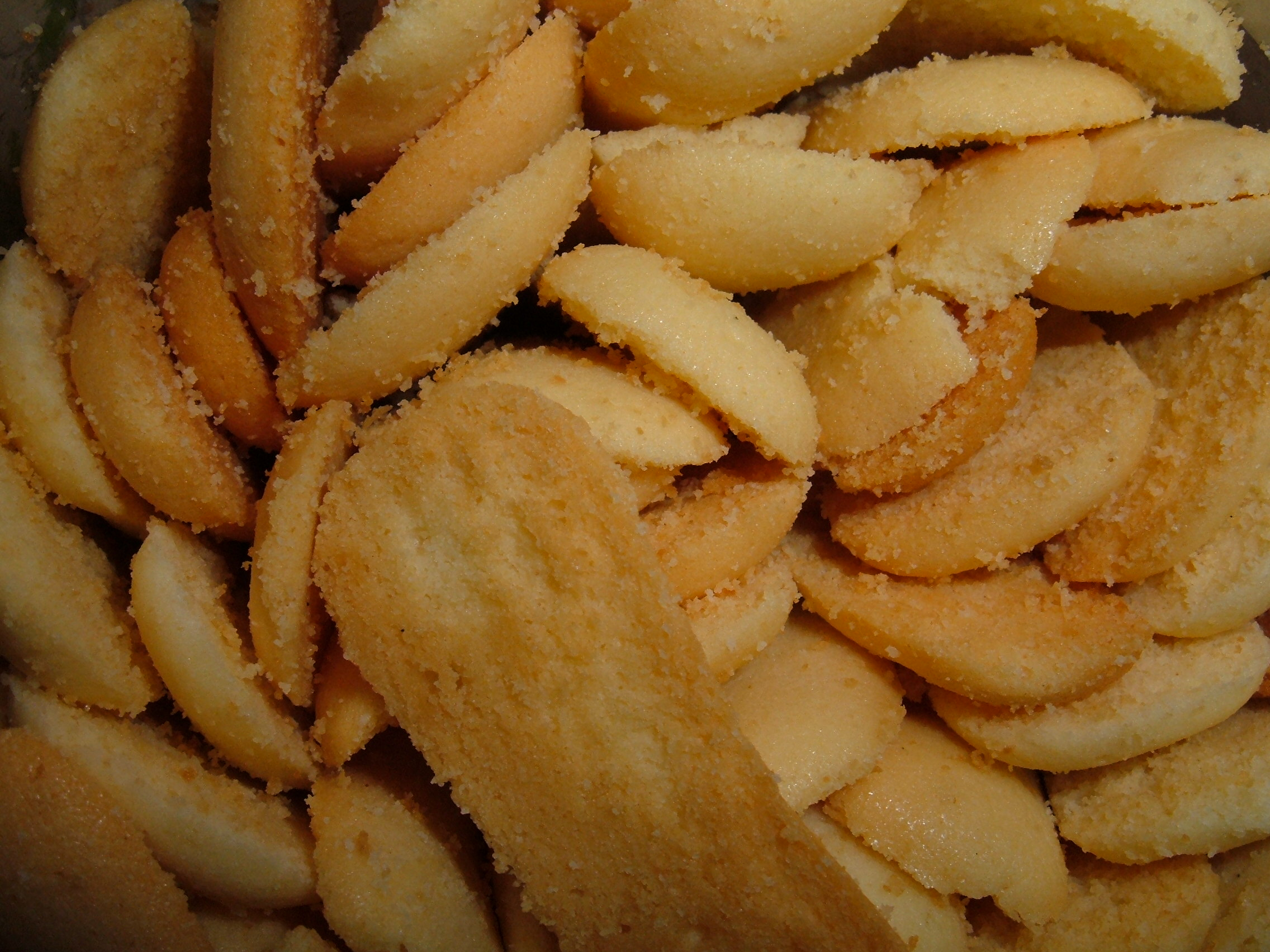
Печиво «Котячий язик»

«Котячий язик» (англ. cat tongue, фр. langue de chat, нім. Katzenzungen, нід. Kattentong, ісп. lengua de gato, порт. língua de gato італ. lingua di gatto, рум. limbă de pisică, пол. kocie języczki, чеськ. kočičí jazýčky, угор. macskanyelv, індонез. lidah kucing) — печиво, популярне в деяких європейських, азійських і південноамериканських країнах. Назва пов'язана з тим, що за своїм виглядом печиво віддалено нагадує котячий язик (довгий і плаский). Печиво солодке і хрустке. Його можна використовувати як для безпосереднього поїдання, так і як складник кондитерських виробів.

## Опис
Печиво довгастої форми, від п'яти до восьми сантиметрів завдовжки. Його виготовляють з яєчного білка, пшеничного борошна, цукру, вершкового масла і ванілі або молочного, темного чи білого шоколадів. Залежно від бажаної консистенції можна додати звичайне чи згущене молоко або масло. Отриману масу випікають в духовці до готовності. Додаткові інгредієнти можуть включати шоколад, цитрусові та спеції. Типовим є приготування сендвічів із начинки з крему ганаш, вершків або джему. Іноді його занурюють в шоколад. У Франції печиво часто подають із шербетом або морозивом, використовують для приготування тортів.
Перед випіканням використовують відповідну форму, в якій розподіляють тісто для печива. По-французьки ця формочка називається так само, як і печиво — langue-de-chat. Вона також використовується при приготуванні дамських пальчиків й еклерів.
На Канарських островах печиво подають до десерту bienmesabe.

## Історія
Шоколадні котячі язики почали випускати ще до 1900 року. Австрійська компанія Küfferle виробляє їх з 1892 року. В інших країнах Європи такі компанії, як Sarotti, Hachez і Halloren, також виробляють котячі язики. У Бразилії вони випускаються фірмами Zermatt і Kopenhagen. У Чилі вони виробляються компанією Costa під іспаномовною назвою Lengüitas de gato. В Угорщині поширена точка зору, що саме угорський кондитер швейцарського походження Еміль Жербо, власник будапештського кафе «Жербо» (фр. Café Gerbeaud), винайшов цей делікатес наприкінці 1880-их років.